# Wilhelm Voß (Blindenpädagoge)
Hinrich August Wilhelm Voß (* 17. September 1882 in Altona; † 26. September 1952 in Eutin) war ein deutscher Blindenlehrer.

## Kindheit, Jugend und Ausbildung
Wilhelm Voß war ein Sohn von Hinrich Voß (* 19. September 1846 in Sandkuhle; † 27. Juni 1918 in Elmshorn) und dessen Ehefrau Catharina, geborene Kölln (* 16. April 1846 in Wisch; † 13. März 1932 in Hamburg). Der Großvater mütterlicherseits war der Landwirt Franz Kölln (1818–1856) aus Hainholz und verheiratet mit Catharina, geborene Schlüter (1817–1894).
Voß hatte fünf ältere und zwei jüngere Geschwister. Seine Eltern hatten 1873 geheiratet, der Vater danach als Tischler eine Steinkohlenhandlung in Altona eröffnet. Aufgrund wirtschaftlicher Probleme des Vaters zog die Familie im Verlauf von neun Jahren vier Mal in Altona um und ließ sich 1885/86 in Kaltenkirchen nieder. Dort eröffnete sein Vater ein Fischgeschäft. Die Mutter arbeitete außerdem als Haushilfe und Torfstecherin. Sein Vater musste das Fischgeschäft jedoch bald schließen, woraufhin die Familie zu nahen Verwandten der Mutter nach Elmshorn zog und zum ersten Mal einen dauerhaften Wohnort hatte. Der Vater fand eine Stelle in einem Sägewerk und unterhielt später eine kleine, wenig erträgliche Tischlerei. Ein Grund dafür könnte gewesen sein, dass sich der Vater sehr in der „Christlichen Gemeinschaft Elmshorn“ engagierte. Es handelte sich um eine pietistisch ausgerichtete Erweckungsbewegung, die dazu führte, dass das Familienleben schrittweise von nahezu täglich abgehaltenen Bibellesestunden, Andachten und Missionsveranstaltung geprägt war.
Ab dem April 1888 besuchte Voß die Zweite Knaben-Volksschule in Elmshorn, in der ihn seine Mitschüler aufgrund der religiösen Ausrichtung der Eltern hänselten. Hinzu kam, dass der Vater sehr mildtätig war, sodass die Familie unter Armut litt. Voß schrieb darüber in seinen Lebenserinnerungen und lehnte die Religiosität offensichtlich ab. Im Erwachsenenalter zeigte er keine klare religiöse Haltung.
Voß erwies sich als nur mäßig guter Schüler und hatte Probleme mit der Pädagogik, die von Prügelstrafen geprägt war. Sein Lehrer Wilhelm Pumplün unterstützte ihn und gab ihm gemeinsam mit anderen Kindern kostenlosen Nachhilfeunterricht. Voß entwickelte sich somit zu einem Schulgehilfen auf privater Basis. Pumplün besaß aufgrund seiner vermögenden Familie eine große Bibliothek, in der Voß las und die Bestände katalogisierte. Sein Lehrer bezahlte für ihn Posaunenunterricht. Aufgrund seines Lehrers beschloss Voß früh, selbst diesen Beruf zu ergreifen.
Voß’ Eltern hatten keine ausreichenden Mittel, um ihrem Sohn einen Besuch der Präparandenanstalt finanzieren zu können. Drei Unternehmer der Glaubensgemeinschaft gewährten ihm ein Darlehen über 2000 Reichsmark, für das er während der Ausbildung keine Zinsen zahlen musste. Er meldete sich an der privat betriebenen Anstalt in Uetersen an, die er als sehr ärmlich ausgestattet beschrieb. Dort gab es nahezu kein Anschauungsmaterial und die Ausbildung bestand im Auswendiglernen der für die Aufnahmeprüfung des Lehrerseminars notwendigen Inhalte. Voß legte den neun Kilometer langen Weg zur Schule zu Fuß zurück und nutzte diese Zeit zum Lernen.
Aufgrund eines vorgezogenen Prüfungstermins besuchte Voß die Präparandenanstalt nur eineinhalb Jahre und meldete sich Anfang 1900 zur Aufnahmeprüfung für Lehrerseminare, die er erfolgreich ablegte. Danach lernte er am Königlichen Schullehrerseminar in Uetersen und lebte im dortigen Internat. Gute Leistungen verhalfen ihm zu einem kleinen Stipendium. Im September 1902 bestand er die Erste Lehrerprüfung und die Prüfungen für Kantoren und Organisten. Danach absolvierte er als Einjährig-Freiwilliger den Militärdienst in Altona.

## Wirken als Pädagoge
Voß hatte während der Zeit am Lehrerseminar eine staatliche Ausbildungsförderung erhalten, die er hätte zurückzahlen müssen, falls er sich nach Abschluss der Ausbildung frei beworben hätte. Daher nahm er Anfang Oktober 1903 eine ihm zugewiesene Stelle als Zweiter Lehrer der zweiklassigen Gemeindeschule von Kiebitzreihe an. Im April 1905 erhielt er die freigewordene Stelle als Erster Lehrer und bestand acht Monate später in Uetersen die Zweite Lehrerprüfung. Im Oktober 1906 wechselte er an die Erste Knaben-Volksschule in Neumünster. Sein Vertrag sah vor, dass er für eine geringe Aufwandsentschädigung vier Unterrichtsstunden am dortigen Zentralgefängnis geben musste.
1910 bewarb sich Voß erfolgreich bei der Provinzial-Blindenanstalt (Landesblindenanstalt) in Kiel. Diese befand sich in Trägerschaft der Provinzialverwaltung, hatte im Jahr 1909 100 Schüler und erhielt 1910 einen großen Anbau. Voß lehrte hier Naturwissenschaften und Musik, übernahm die Leitung des Anstaltschores, des Schülerchores und eines Blasorchesters und bemühte sich insbesondere darum, die Didaktik zu verbessern. Er besuchte Vorträge und Arbeitsgemeinschaften der Kieler Universität. Er beteiligte sich regelmäßig in Arbeitsgruppen des Psychologischen Seminares, an dem sich Direktor Johannes Wittmann mit Problemen der Blindenpsychologie beschäftigte.
Im August 1914 folgte Voß der Einberufung zum Kriegsdienst. Er kämpfte an der Ostfront, arbeitete ab 1916 lediglich in Schreibstuben. Im Mai 1918 wurde er entlassen, um in seiner Heimat kriegsbedingt erblindete Personen zu unterrichten. Er ging nach Kiel und wurde, offiziell weiterhin als Militär, wieder an der Landesblindenanstalt tätig. Nach Kriegsende erhielt er wieder seine vorherige Stelle.
Voß bemühte sich, methodische Ansätze des Blindenunterrichts zu etablieren, die auf empirischer Psychologie basierten. Er beschäftigte sich wissenschaftlich insbesondere mit dem synästhetischen Entstehen von Photismen bei Blinden. Im Rahmen seiner wissenschaftlichen Tätigkeit kooperierte er mit Georg Anschütz, der sich in Hamburg im Gebiet der Farbe-Ton Forschung mit Photismen bei sehenden Personen beschäftigte. Aufgrund seiner Forschungsergebnisse gab Voß Vorträge an der Universität Hamburg und schrieb mehrere Aufsätze über seine Erkenntnisse. Fachleute interessierten sich insbesondere für seine breit angelegten Untersuchungen, für die er Zeichnungen blinder Kinder gesammelt hatte und auf deren Basis er eine eigene Methode des Zeichenunterrichts für Blinde erarbeitete.
Voß refererierte oft bei Fortbildungsveranstaltungen des Kieler Lehrervereins und anderen Vereinigungen über Kinderpsychologie und Pädagogik. Er griff zeitgenössische reformpädagogische Ansätze auf, bei denen das Kind seine Fähigkeiten frei entfalten sollte. Im März 1924 wurde er zum Ersten Lehrer und stellvertretenden Direktor der Landesblindenanstalt ernannt und ein Jahr später zum Blindenoberlehrer befördert.
Voß trat politisch nicht besonders in Erscheinung. Nach der Machtergreifung wurde er 1933 Mitglied der Nationalsozialistischen Volkswohlfahrt (NSV) und arbeitete ab Anfang Februar 1935 als deren Blockwart. 1937 reichte er eine Bewerbung als Direktor ein und gab dabei an, dass die NSV für ihn beantragt habe, in die NSDAP aufgenommen zu werden, was im April 1938 erfolgte. Im September 1933 trat er in den Nationalsozialistischen Lehrerbund ein, was Voraussetzung war, um weiterhin als Lehrer arbeiten zu können. Er gehörte darüber hinaus offensichtlich keinen weiteren nationalsozialistischen Organisationen an und blieb passiv. Der Parteieintritt erfolgte offensichtlich aus opportunistischen Gründen. Welche Rolle er im Bereich der nationalsozialistischen Eugenik spielte, ist unbekannt, auch, ob die Kieler Anstalt an Zwangssterilisierungen Blinder teilnahm.
Die Schülerzahlen gingen in Kiel, vielleicht auch aufgrund der Zwangssterilisierungen, deutlich zurück. Um 1940 lernten hier 26 Personen. 1941 wurde die Schule erstmals von Bomben getroffen. Dies könnte der Grund gewesen sein, warum die Schule schloss. Kinder mussten ab diesem Zeitpunkt die Blindenanstalt in Hannover-Kirchrode besuchen. Voß wurde eine Stelle beim Fürsorge-Erziehungsdienst zugeteilt. Ab Anfang April 1941 arbeitete er im Landesjugendheim in Selent, wo er die Leitung eins Jugendheims erlernen sollte. Im Juni desselben Jahres wurde er zum Leiter eines neuen Heimes in Sundacker ernannt. Wenige Wochen später ging er auf eigenen Wunsch wieder nach Selent und arbeitete dort als stellvertretender Direktor.
Nach Kriegsende übernahm Voß die kommissarische Leitung des Landesjugendheimes in Heiligenstedten. Die britischen Militärbehörden visitierten alle Jugendheime und entließen Voß im März 1946 kommentarlos. Anfang April 1946 wurde er vom Dienst suspendiert, erhielt jedoch weiterhin seine Bezüge. Er bat um Auskünfte über den Kündigungsgrund, die er jedoch nicht erhielt. Ende Mai 1946 beantragte er seine Pensionierung. Im Dezember hoben die Behörden die Suspendierung formal auf und versetzten ihn sofort in den Ruhestand. Er durfte mit seiner Familie weiterhin die Dienstwohnung in Selent nutzen.
1950 ging Voß mit seiner Frau nach Timmdorf. Im Ruhestand forschte er wieder über das Zeichnen blinder Personen und sprach hierzu 1915 bei einem Kongress von Blindenlehrern in Hannover-Kirchrode. Er schrieb ein Manuskript für ein Buch, das er nicht mehr fertigstellte. Sein Sohn und seine Frau überarbeiteten es und ergänzten es um von ihm gesammelte Materialien. Das Buch erschien 1955 als „Die Bildgestaltung des blinden Kindes“.

## Familie
Am 11. April 1912 heiratete Voß in Medelby Anna Marie Christine Kock (* 20. September 1886 in Kappeln; † 2. März 1978 in Lübeck). Sie war eine Tochter des Diakons Johannes Kock (* 30. September 1860 in Norderstapel; † 13. März 1936 in Kiel) und dessen Ehefrau Mathilde, geborene Dau (1866–1934). Johannes Kock arbeitete als Diakon in Kappeln, danach als Pastor in Medelby und Quern.
Anna Kock arbeitete als Lehrerin in Medelby und Lauenburg und ab 1910 als Blindenlehrerin in Kiel. Sie bekam eine Tochter und einen Sohn.